# Roberto G. Fernández
Pour les articles homonymes, voir Fernández.
Roberto G. Fernández est un écrivain américain d'origine cubaine. Il est né le 24 septembre 1951 à Sagua La Grande à Cuba. Sa famille a immigré en Floride en 1961 où il vit depuis cette époque, d'abord à Miami, ensuite, depuis qu'il y enseigne, à Tallahassee.  
Ses romans  satiriques Raining Backwards et Holy Radishes! ont attiré l'attention sur ce professeur de l'université de Floride

## Œuvres
- Cuentos sin rumbo [Aimless Tales] (1975)
- La vida es un special [Life Is on/a Special] (1982)
- La montaña rusa [The Russian Mountain ou The Roller Coaster]  1985
- Raining Backwards (1988), critique parodique de l'anti-bilinguisme américain.
- Holy Radishes! (1995)
- En la ocho y la doce [The Corner of Eighth and Twelfth] (2001)
- Nouvelles publiées : “Wrong Channel”, “The Brewery”, “Is in the Stars” and “It’s not Easy”